# Вердина Шльонськи
Верди́на Шльо́нськи (івр. ורדינה שלונסקי; Кременчук, 22 січня 1905, Російська імперія (тепер Україна) — 20 лютого 1990, Тель-Авів, Ізраїль) — ізраїльський композитор, піаністка, музичний педагог; перша жінка-композитор Ізраїлю. 

## Біографія
Вердина Шльонськи — молодша сестра поета Авраама Шльонськи.
У 1923 році родина Шльонськи (Шльонських) репатріювалася з території України до Палестини, однак Вердина лишилась на якийсь час у Європі для здобуття музичної освіти. Шльонски навчалась грі на фортепіано в Берліні у Еґона Петрі і Артура Шнабеля та композиції в Парижі, у Наді Буланже, Едґара Вареза, Макса Дейча.
У 1929 році вона поїхала до Палестини, де викладала в Тель-Авівській академії музики, потім повернулась до Парижа. 
У роки Другої світової війни В. Шльонськи жила в Лондоні, а у 1944 році остаточно поселилася в Тель-Авіві. 
У творчому доробку Шльонськи варто особливо виокремити «Єврейську поему» (1931) і струнний квартет, удостоєний однієї з премій на Конкурсі ім. Бартока в Будапешті (1949). Активніше включення Шльонськи в міжнародне музичне життя пов'язано з її участю в літньому фестивалі нової музики в Дармштадті (1964). 
Вердина Шльонськи також друкувалася в ізраїльській періодиці як музичний критик.